# Парениця
Парениця (словац. Parenica) — традиційний словацький овечий сир. На відміну від ошт'єпка, парениця формується у вигляді стрічок, котрі потім витримуються у соленій воді і змотуються в тугий клубок. Парениці бувають копчені і некопчені. Жирність близько 22 %. Приблизно за такою ж технологією виробляється інший відомий словацький сир — корбачик.